# Ichthydium cyclocephalum
Ichthydium cyclocephalum is een buikharige uit de familie Chaetonotidae. Het dier komt uit het geslacht Ichthydium. Ichthydium cyclocephalum werd in 1908 voor het eerst wetenschappelijk beschreven door Grünspan. 